# Karl Friedrich Wilhelm Driesemann
Karl Friedrich Wilhelm Driesemann (* 17. August 1837 in Ranis, Provinz Sachsen, Königreich Preußen; † 17. Oktober 1898 in Merseburg) war ein deutscher Architekt und Baubeamter.

## Herkunft, Ausbildung und Familienstand
Driesemann war Sohn des Feldmessers und späteren Vermessungsrevisors Carl Driesemann (1803–1889) Driesemann besuchte nach mehreren Umzügen seiner Eltern innerhalb der preußischen Provinz Sachsen ab dem Jahr 1848 das Gymnasium in Torgau unter Rektor Gustav Albert Sauppe und wechselte wegen seines Interesses an modernen Fremdsprachen sowie Mathematik und Naturwissenschaften in den „Realien“-Bereich des Gymnasiums. Die „Real-Klassen“ besuchten später auch seine jüngeren, in Dommitzsch geborenen Brüder, Rudolph Alexander Driesemann und Otto Franz Ludwig Driesemann. In Torgau legte Driesemann als „Real-Primaner“ im Frühjahr 1856 die Reife- beziehungsweise Maturitätsprüfung mit dem „Prädikat gut bestanden“ ab und widmete sich einem Studium des Baufachs.
Nach seinem Studium und dem bestandenen ersten Staatsexamen nahm Driesemann den Vorbereitungsdienst als Bauführer (Referendar in der öffentlichen Bauverwaltung) auf und wurde am 22. November 1859 als solcher vereidigt. Nach dem bestandenen zweiten Staatsexamen folgte seine Ernennung zum Baumeister (Assessor). Driesemann wurde trotz seiner akademischen Ausbildung zeitgemäß häufig mit dem traditionellen, eher handwerklich konnotierten Begriff Baumeister bezeichnet.
Er verlobte sich 1865 mit Louise Heine aus Suderode und heiratete sie am 11. Juni 1867.
Am 5. Mai 1868 wurde er als Angehöriger der Landwehr im Rang eines Vize-Feldwebels im Hallenser Pionier-Bataillon zum Seconde-Lieutenant befördert und am 4. Dezember des Folgejahrs dem Pionier-Bataillon 4 des 2. Magdeburger Landwehrregiments Nr. 27 als Reserveoffizier zugeteilt. Das 2. Bataillon des 2. Magdeburger Landwehr-Regiments Nr. 27 hatte in Halle an der Saale ein Büro im Gebäude Magdeburger Straße 7, und Driesemann wohnte im Haus Sophienstraße 4, in das er vom Haus Klausthorstraße 10 gezogen war. Während er noch bis 1869/1870 – nach einem weiteren Umzug ins Haus Louisenstraße 8 – zur Miete wohnte, wurde er Anfang der 1870er Jahre Eigentümer des Dreifamilienhauses Große Steinstraße 41 in Halle.
Inzwischen mit dem Ehrentitel Baurat ausgezeichnet, starb Driesemann im Alter von 61 Jahren in Merseburg, wo er im Dienstrang eines Landesbaurats in der Bauverwaltung der Provinz Sachsen arbeitete. Seine zweite Ehefrau Emilie Driesemann geb. Koch lebte später von etwa 1906 bis Anfang der 1930er Jahre in Berlin.

## Wirken
Driesemann arbeitete als Baubeamter zunächst in Merseburg. 1867 war er in Halle (Saale) tätig, wo er am 21. Juni 1869 oberster Baubeamter des Magistrats mit der Dienstbezeichnung Stadtbaurat unter Oberbürgermeister Franz von Voß im neu geschaffenen Stadtbauamt wurde.
Nach Driesemanns Plänen wurde 1867 der Westflügel des in den 1820er-Jahren von Stadtbaumeister Johann Justus Peter Schulze errichteten Logenhauses „Zu den drei Degen“ durch ein Festsaalgebäude ersetzt. Der Gebäudekomplex wird heute von der Deutschen Akademie der Naturforscher Leopoldina genutzt.
Driesemann und sein Amtsnachfolger Otto Lohausen (1838–1921) waren die Architekten des Stadtgymnasiums auf der Lucke in Halle. Das Gebäude wurde von Juni 1867 bis zum Sommer 1868 im Stil italienischer Paläste ausgeführt, es steht in der nördlichen Innenstadt und beherbergt heute das Christian-Thomasius-Gymnasium.
Karl Friedrich Wilhelm Driesemann plante 1871 das ehemalige Gesellschaftshaus der Stadtschützengesellschaft in Halle, einen das Straßenbild beherrschenden dreigeschossigen Putzbau in Ecklage mit großem vorgelagerten Treppenhaus, der im Jahr 1927 erheblich umgebaut wurde und am 18. November 1946 erster Tagungsort des Landtags von Sachsen-Anhalt war.
Driesemann war 1872 in seinem Amt als Stadtbaurat zugleich Mitglied des Kuratoriums zur Kontrolle der Fabrikverwaltung der Städtischen Gasanstalt. Im selben Jahr entwarf er einen Bebauungsplan für das künftige Mühlenweg-Viertels. Driesemann blieb bis April 1877 im Amt, sein unmittelbarer Nachfolger bis 1880 wurde Wilhelm Schultz (* 1821 in Hannover).
Als Landesbauinspektor in der Provinzial-Bauinspektion für den Saalkreis, die Kreise Bitterfeld und Delitzsch sowie die Provinzial-Irrenanstalt Halle-Nietleben zuständig, verantwortete Driesemann die Errichtung einer Filteranlage für diese Psychiatrische Klinik in Halle-Nietleben.
Während der Amtszeit von Driesemann als Landesbauinspektor änderten sich mehrmals in der Hallenser Amtsstelle die Geschäftskreise, sie wurden für alle Amtsstellen mit dem zuständigen Amtsinhaber im Handbuch über den Königlich Preußischen Hof und Staat für das betreffende Jahr veröffentlicht.
Nachdem Driesemann als Landesbauinspektor vertretungsweise auch die Aufgaben der unbesetzten Stelle des Landesbaurats wahrzunehmen hatte, wurde er selbst zum Landesbaurat ernannt. In den 1890er Jahren arbeitete er mit Dienstsitz in Merseburg.

### Soziales und ehrenamtliches Engagement
Bei den Architekten in Halle und Merseburg veranstaltete er eine Sammlung zur Unterstützung von Berufskollegen und ihren Angehörigen, die durch den Preußisch-Österreichischen Krieg von 1866 verletzt bzw. hilfsbedürftig wurden.
Driesemann gehörte in den 1870er Jahren dem 1834 gegründeten Halleschen Kunstverein an und wurde Mitglied des Vereinsvorstands, dessen Vorsitzender in dieser Zeit der evangelische Theologe und Hallenser Stadtrat Friedrich Fubel war.
Er war Teilnehmer der ersten Versammlung des Deutschen Vereins für öffentliche Gesundheitspflege, die 1873 in Frankfurt am Main stattfand.
Dem Verein Deutscher Ingenieure trat er 1874 bei. Er unterstützte finanziell das Germanische Nationalmuseum in Nürnberg mit einem Jahresbeitrag.
Driesemann wurde Anfang der 1890er Jahre als Sachverständiger für Bau- und Grundstücksfragen von preußischen Gerichten im Regierungsbezirk Merseburg herangezogen. Ein Fall, in dem er an der Rechtsfindung beteiligt war, wurde abschließend vom Reichsgericht in Leipzig am 18. Februar 1893 unter Zugrundelegung des Preußischen Enteignungsgesetzes vom 11. Juni 1874 entschieden. Das Urteil fand Eingang in eine zeitgenössische Sammlung von Entscheidungen deutscher, österreichischer und ungarischer Gerichte. In der veröffentlichten Urteilsbegründung wurde ausgeführt, dass von „den in erster Instanz vernommenen Sachverständigen“ nur „Baurath Driesemann auf dem richtigen Standpunkt“ stand.
Im Jahr 1895 wurde er als Mitglied des Vereins zur Erhaltung der Denkmäler der Provinz Sachsen in der Anlage zum Jahresbericht namentlich aufgeführt.
Für seine Verdienste beim Bau des Hauptgebäudes der neuen Blindenanstalt der Provinz Sachsen in Halle wurde ihm 1898 preußische Kronen-Orden III. Klasse verliehen, und auf der Eröffnungsfeier am 21. Juni 1898 sprach ihm Karl Heinrich von Boetticher als Oberpräsident der Provinz Sachsen vor den versammelten Festgästen Dank und Anerkennungm aus, ebenso der Anstaltsdirektor Oskar Mey. Unter den weiteren Ehrengästen befanden sich der Landeshauptmann der Provinz Sachsen, Wilko Levin Graf von Wintzingerode, der Regierungspräsident Eberhard Freiherr von der Recke sowie als Vertreter der Universität Halle der Direktor der Augenklinik, Arthur von Hippel und die Oberbürgermeister Gustav Staude (Halle), Gustav Schneider (Magdeburg) und Hermann Schmidt (Erfurt).

## Auszeichnungen
- 1895: preußischer Roter Adlerorden IV. Klasse[44]
- 1898: preußischer Roter Adlerorden III. Klasse[45]
- In seinem Geburtsort in Thüringen trägt eine Straße den Namen Driesemannstraße.[46]

## Veröffentlichungen (Pläne)
- Topografische Karte vom Elbstrom im Regierungsbezirk Merseburg. 1856.[47]
- Plan von der Stadt Halle und ihrer Umgebung. 1875.[48]
- Plan der Stadt Halle a/S. im Maßstab 1:10 000. 2. Auflage, 1885.[49]
- Plan der Stadt Halle a. d. S. mit Giebichenstein. 3. Auflage, 1888.[50]